# Charles Albert Fawsitt
Charles Albert Fawsitt (* 1850; † 16. Februar 1928) war Chemist’s manager im schottischen Govan.
Er war zeitweilig Mitarbeiter von Wilhelm Dittmar. Nachdem sie 1887 der Royal Society of Edinburgh die Ergebnisse ihrer Untersuchung zum spezifischen Gewicht von Methylalkohol-Lösungen von verschiedenen Konzentrationen mitgeteilt hatten, wurde er 1888 zum Fellow der Society gewählt.
Ein Verwandter seiner Gattin Mary, geborene Pollack, hatte die lokale Schieferölindustrie begründet. Bis zu seinem Rücktritt im Jahr 1914 war er Mitglied des Council of the Chemical Society.
Sein Sohn, Charles Edward Fawsitt (1878–1960), wurde ebenfalls Chemiker.

## Veröffentlichungen
- Charles A. Fawsitt: Strange Properties of Matter. In: Nature. 19, 1878, S. 98–98, doi:10.1038/019098a0.
- Wilhelm Dittmar, Charles A. Fawsitt: Ueber die physikalischen Eigenschaften des Methylalkohols. In: Fresenius’ Journal of Analytical Chemistry. 29, Nr. 1, 1890, doi:10.1007/BF01367034.
- Charles A. Fawsitt: The “dry heat” vulcanisation of rubber, with special reference to the use of an improved vulcaniser. In: Journal of the Society of Chemical Industry. 11, Nr. 4, 1892, doi:10.1002/jctb.5000110424.